# フクドジョウ科
フクドジョウ科 (Nemacheilidae) は、ドジョウ上科に属す科の1つ。46属630種だとされている。タニノボリ科に含むとする説もある。

## 分布
ユーラシア大陸と北アフリカの一部淡水域に分布する。

## 形態
口髭は3-4対で、やや縦扁する。腹鰭基部は背鰭基部よりも前方にある。体長は5-30cmほど。

## 生態
基本的に川底に生息し、雑食性。

## 下位分類
- Aborichthys属

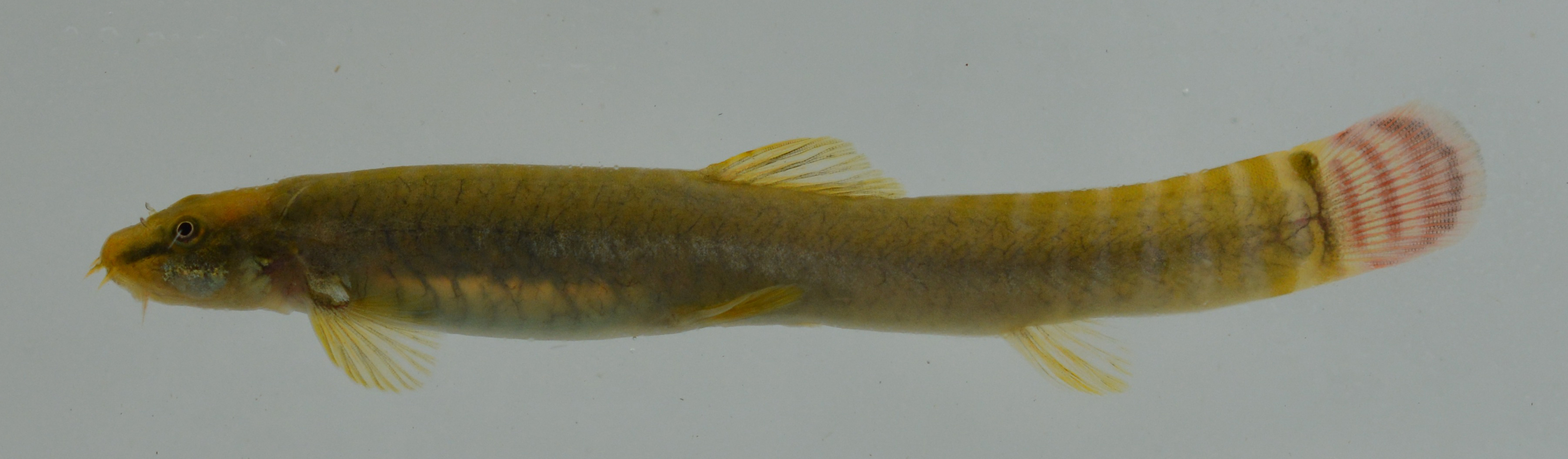
属(Aborichthys elongatus）

- Acanthocobitis属 
  - Paracanthocobitis亜属
  - Acanthocobitis亜属

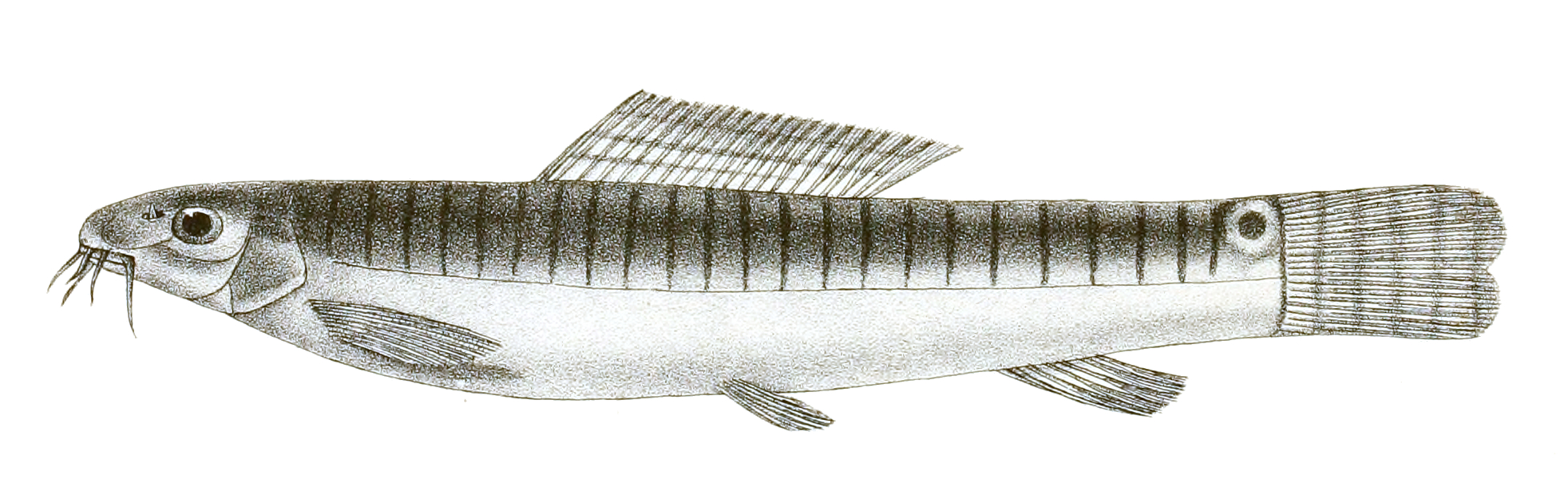
属(Acanthocobitis pavonaceus）

- Afronemacheilus属
- フクドジョウ属 （Barbatula属）

- Claea属
- Draconectes属
- Dzihunia属

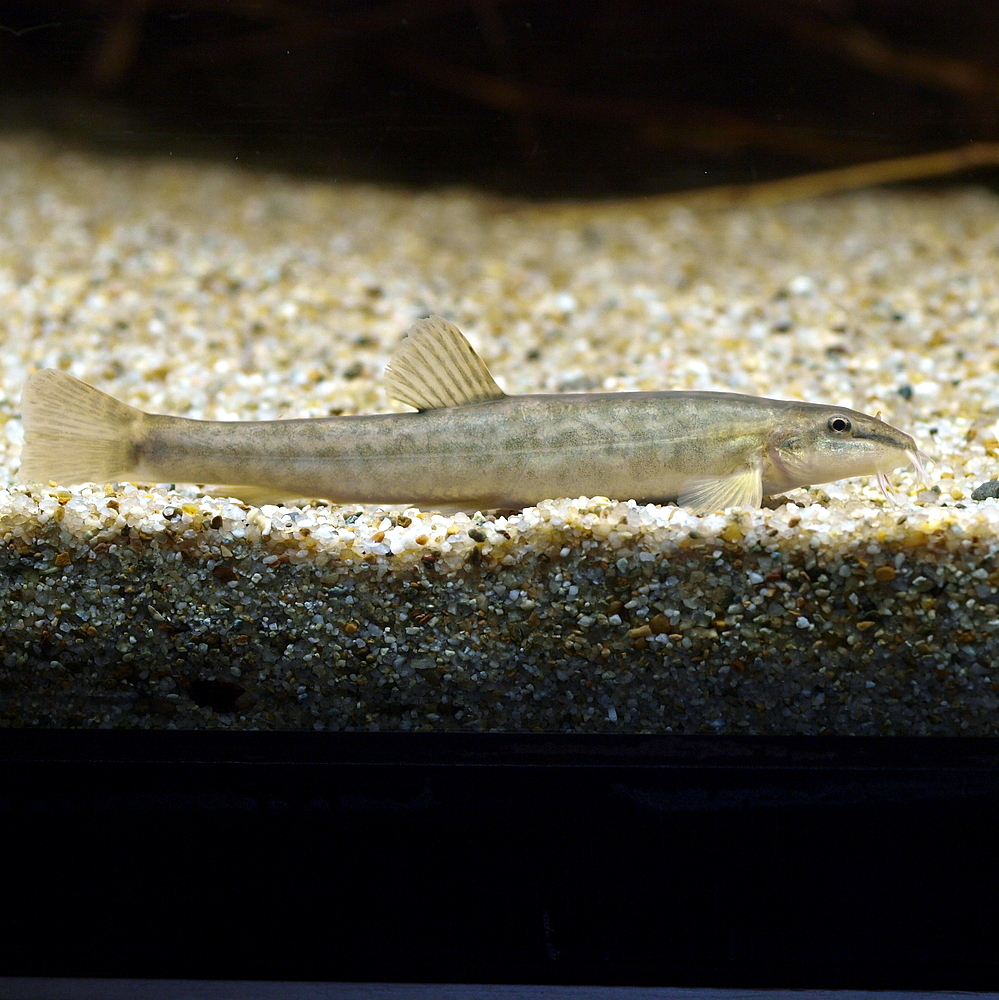
属(Barbatula barbatula）

- Eidinemacheilus属
- Hedinichthys属
- Heminoemacheilus属
- Homatula属
- Indoreonectes属

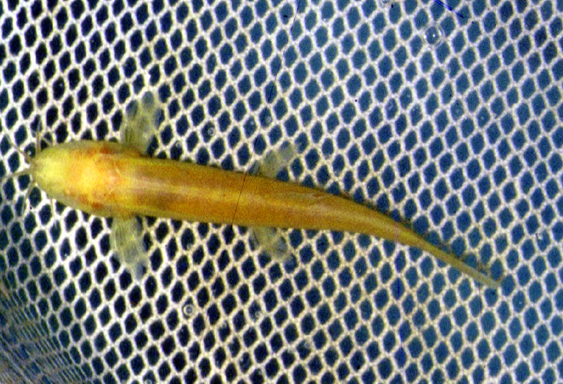
属(Indoreonectes evezardi）

- Indotriplophysa属
- Iskandaria属
- ホトケドジョウ属（Lefua属）
- Mesonoemacheilus属Mesonoemacheilus属(Mesonoemacheilus pulchellus）

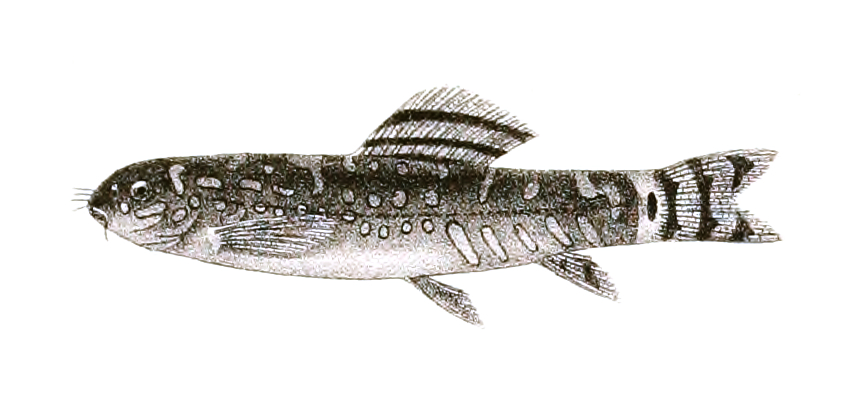
属(Mesonoemacheilus pulchellus）

- Yunnanilus属Yunnanilus属(Yunnanilus cruciatus）
- Nemacheilus属

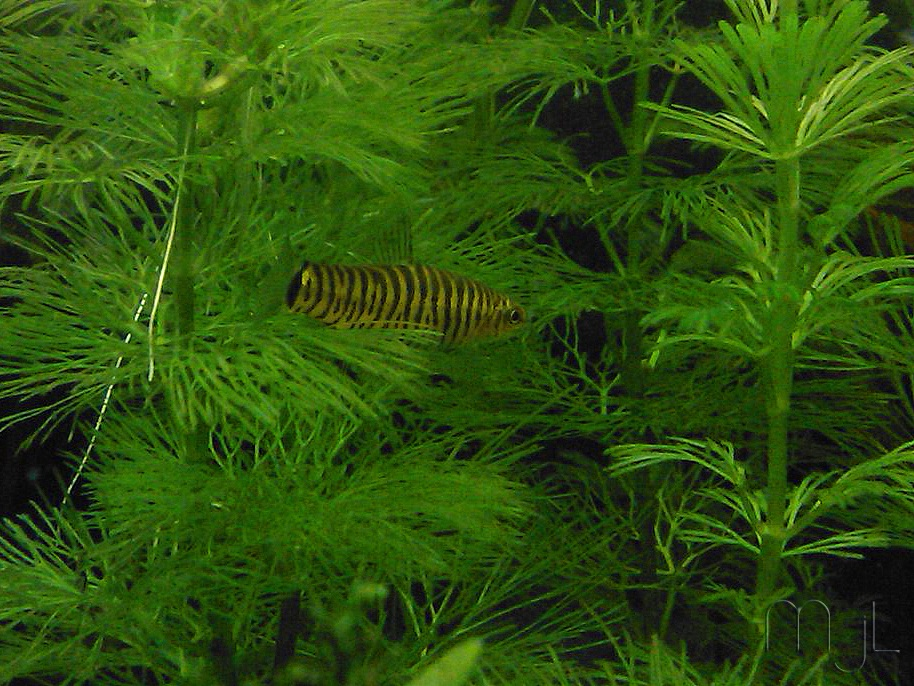
属(Yunnanilus cruciatus）

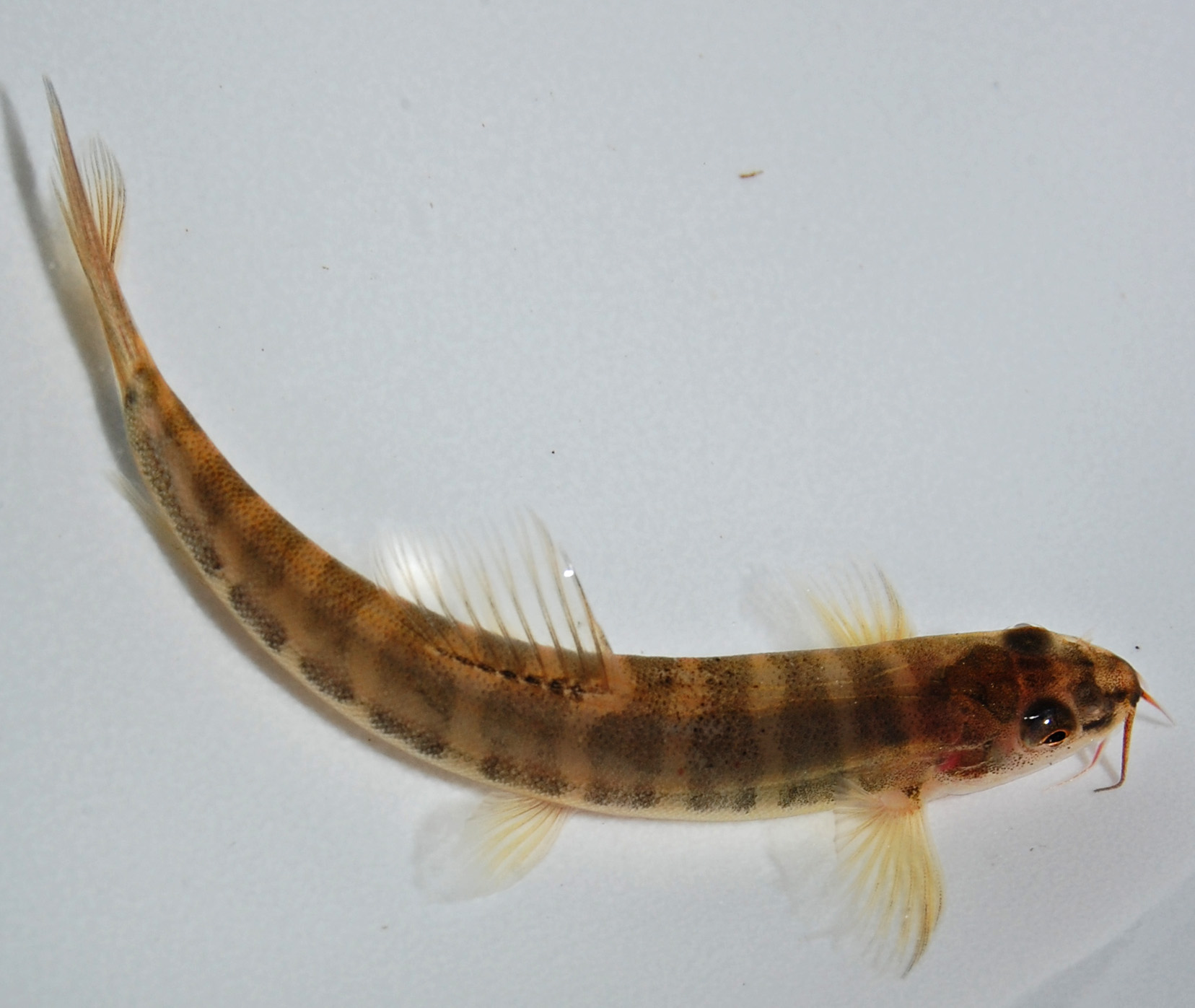
属(Nemacheilus fasciatus）

- Nemachilichthys属

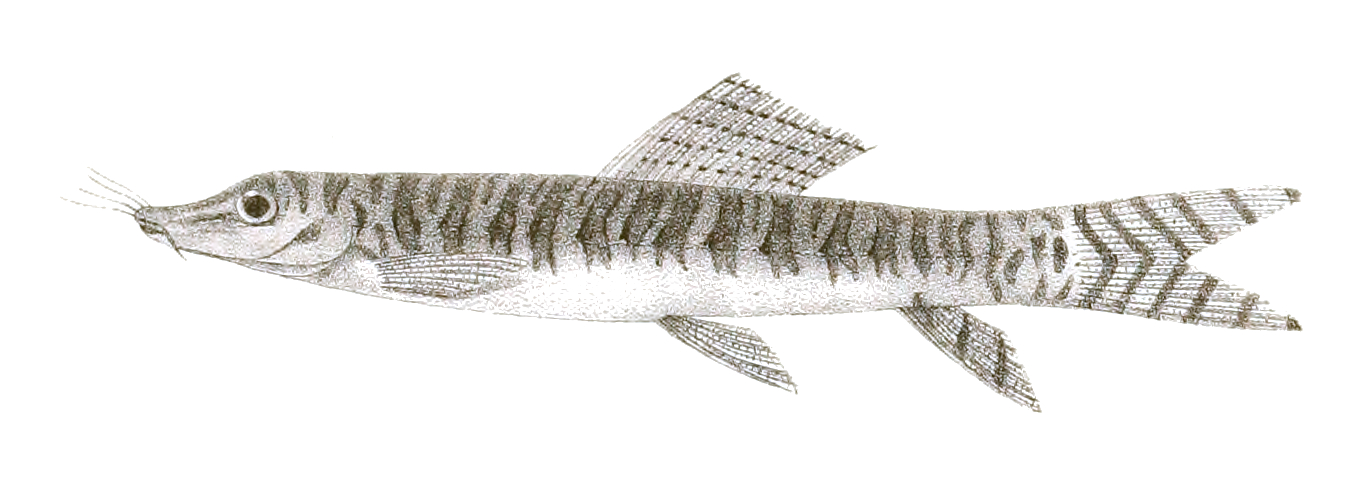
属(Nemachilichthys shimogensis）

- Neonoemacheilus属Neonoemacheilus属(Neonoemacheilus labeosus）

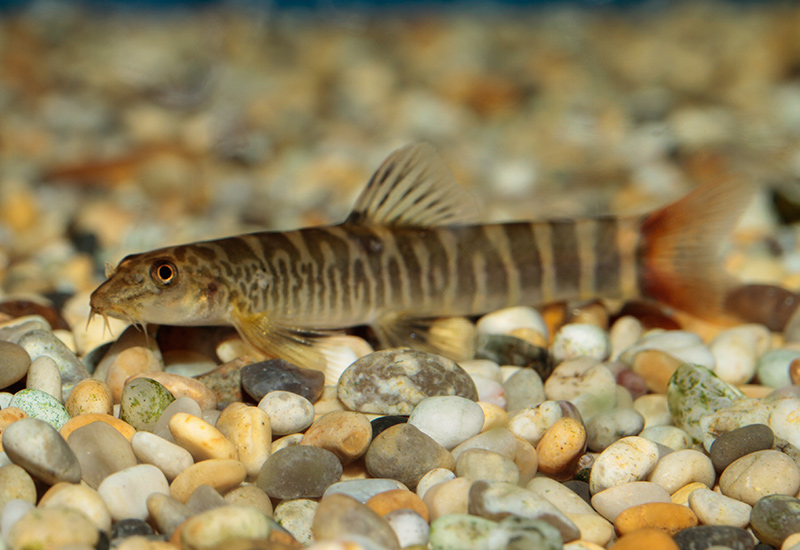
属(Neonoemacheilus labeosus）

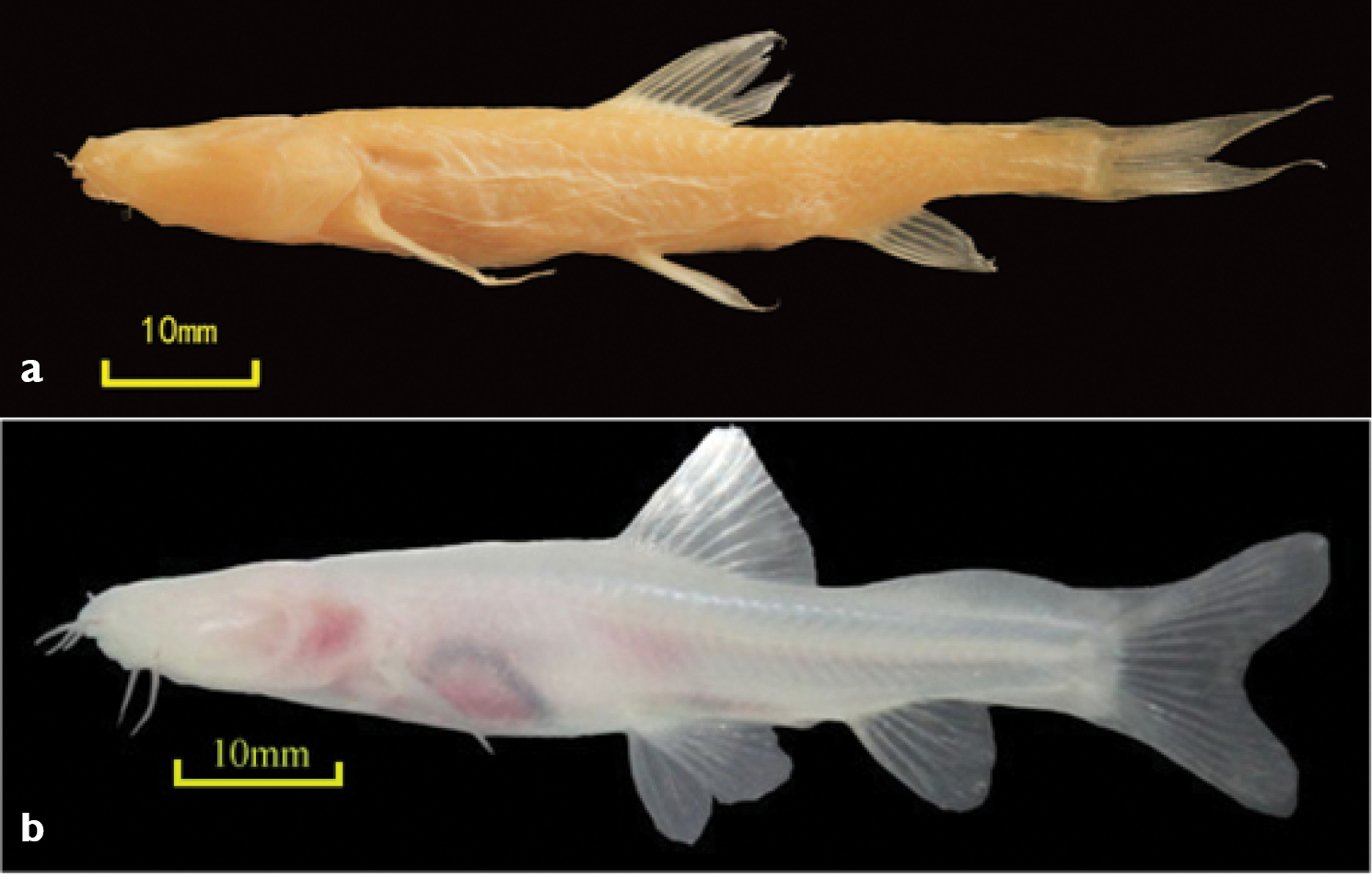
属(Oreonectes daqikongensis）

- Oreonectes属Oreonectes属(Oreonectes daqikongensis）

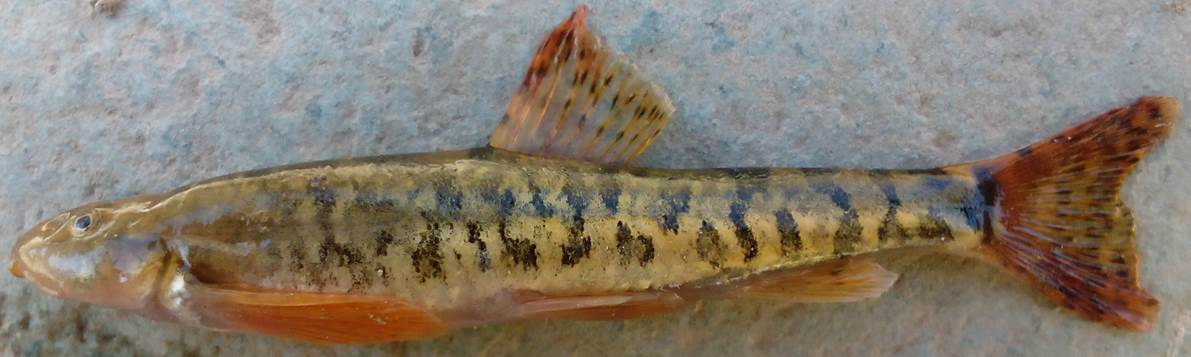
属(Oxynoemacheilus bergianus）

- Paracobitis属Paracobitis属(Paracobitis malapterura）

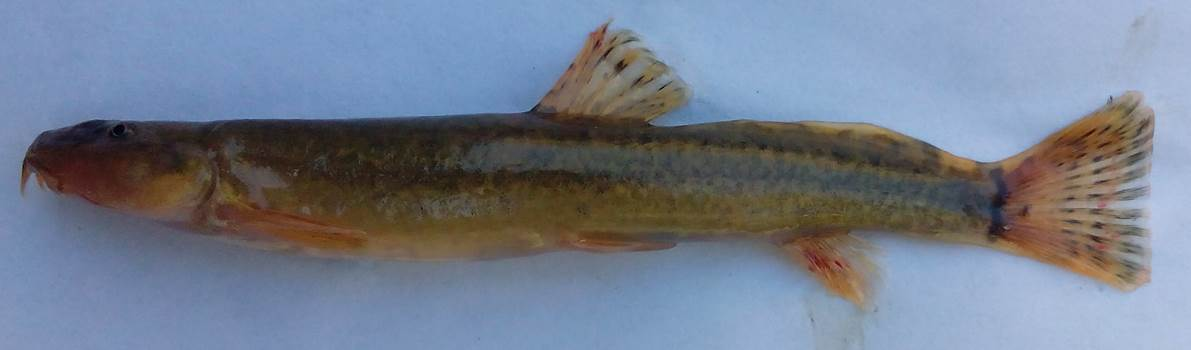
属(Paracobitis malapterura）

- Paranemachilus属
- Paraschistura属
- Petruichthys属
- Physoschistura属
- Protonemacheilus属
- Pteronemacheilus属
- Qinghaichthys属
- Rhyacoschistura属
- Sasanidus属
- Schistura属Schistura属(Schistura mahnerti）
- Sectoria属

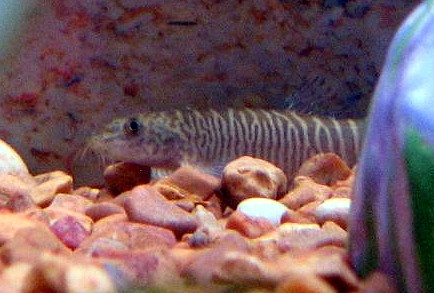
属(Schistura mahnerti）

- Seminemacheilus属
- Speonectes属
- Sphaerophysa属
- Sundoreonectes属
- Tarimichthys属
- Traccatichthys属

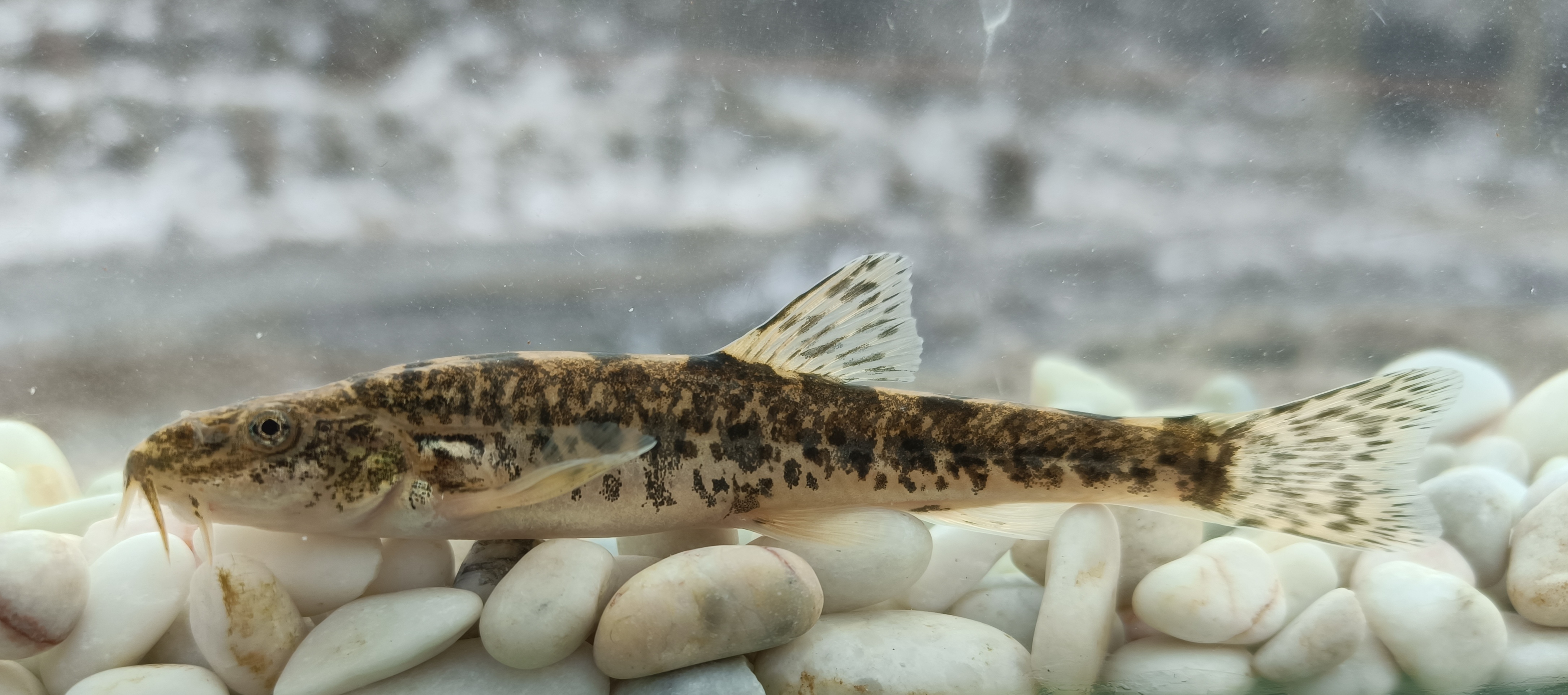
属(Triplophysa ferganaensis）

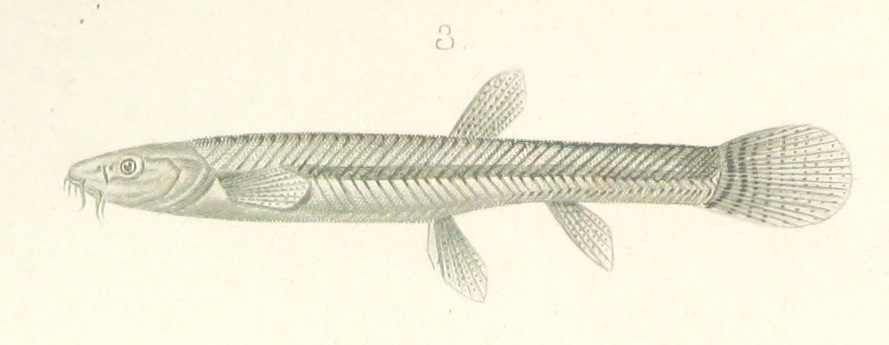
属(Triplophysa intermedia）

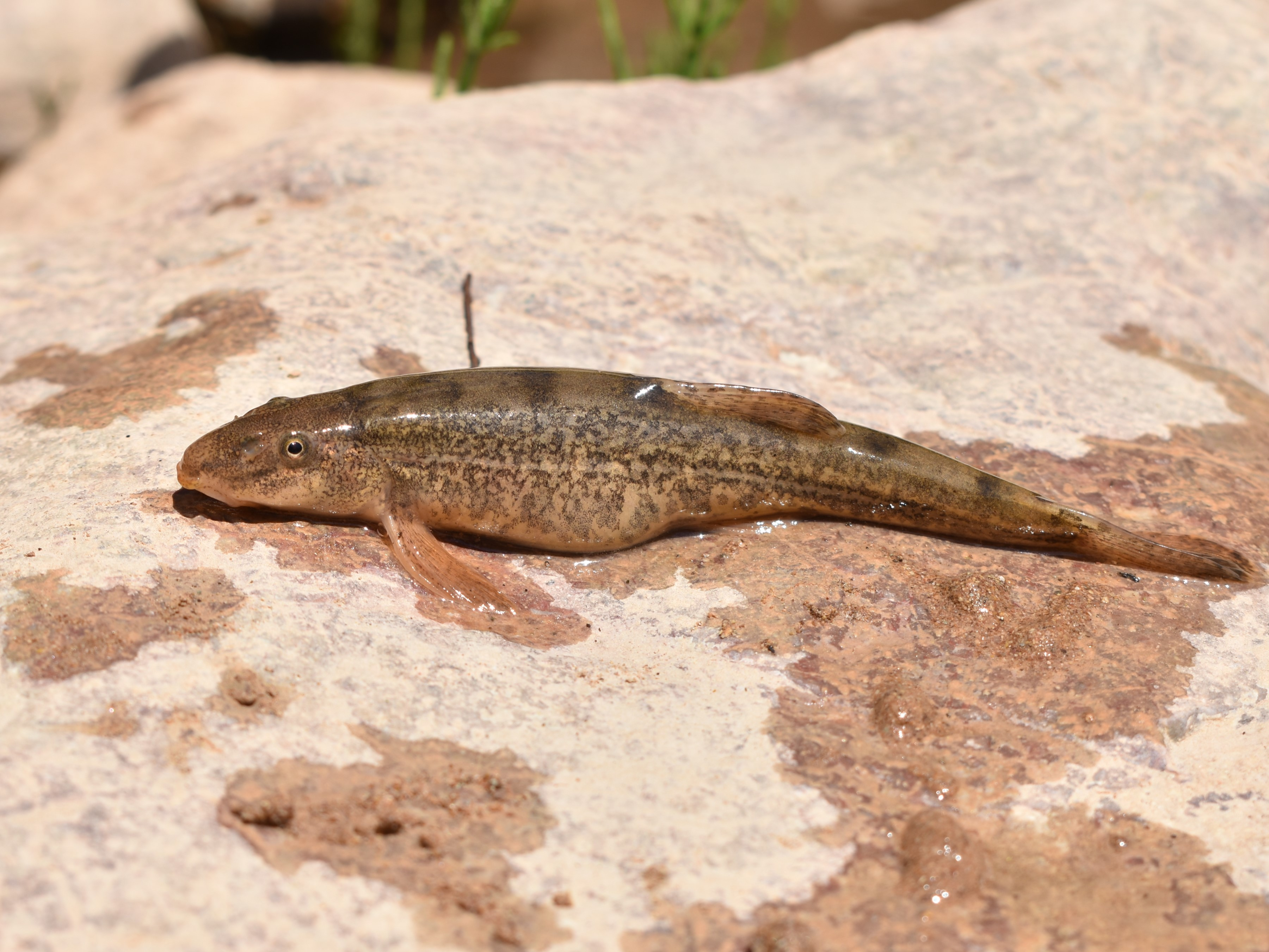
属(Triplophysa stoliczkai）

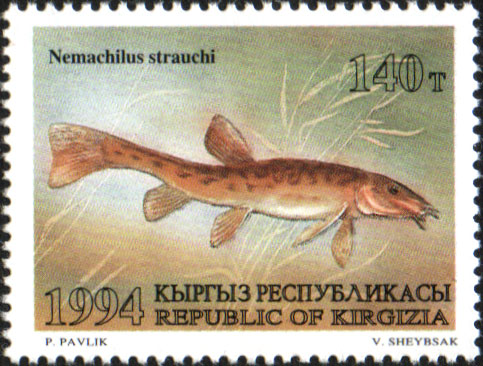
属(Triplophysa strauchii）

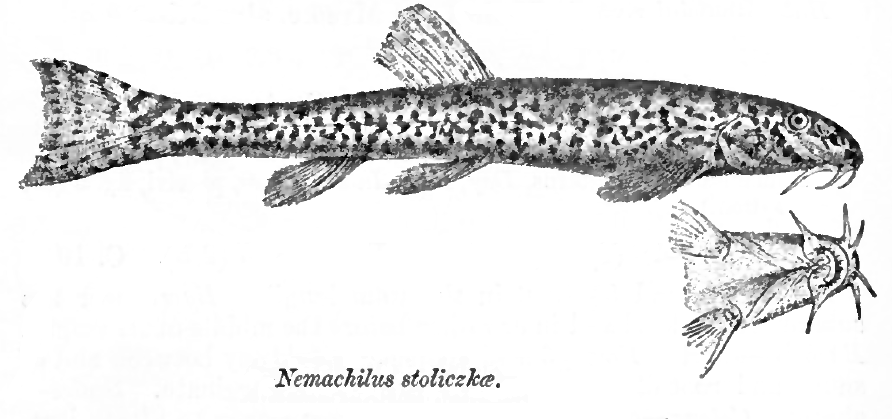
属(Triplophysa stolickai）

- Troglocobitis属
- Troglonectes属
- Tuberoschistura属
- Turcinoemacheilus属

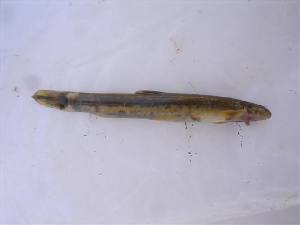
属(Turcinoemacheilus kosswigi）

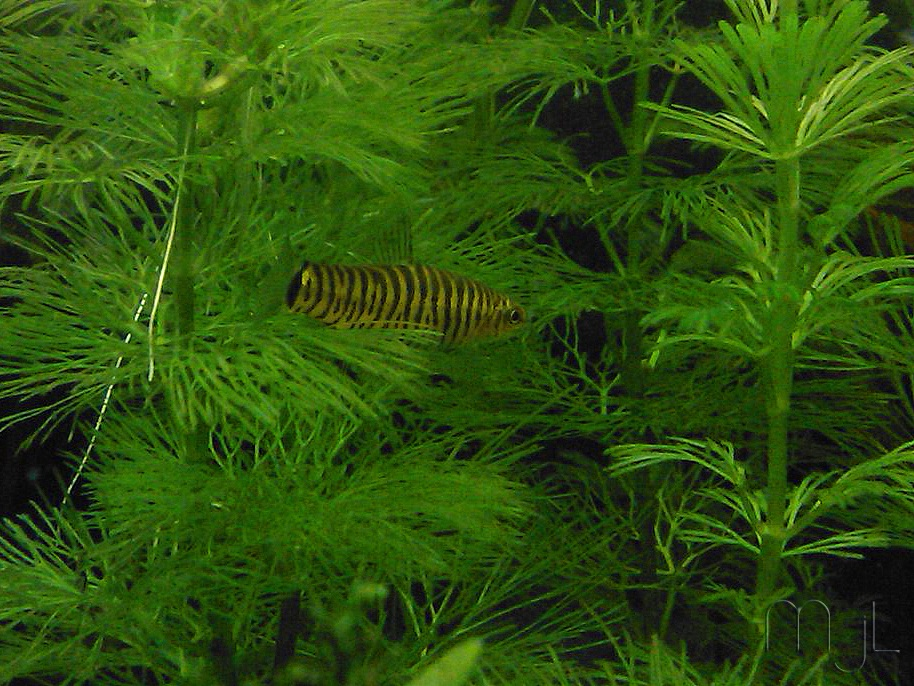
属(Yunnanilus cruciatus）

- Yunnanilus属

## 日本のフクドジョウ科
日本ではフクドジョウ属とホトケドジョウ属で7種。このうち1種が外来種である。和名は本村 (2025) に従う。

### ホトケドジョウ属
ホトケドジョウ属（Lefua）は、鼻孔に1対と口部に3対の計8本の口髭をもつ。体は円筒形。鰾がよく発達しており、よく泳ぐ。朝鮮半島、極東ロシア、中国の広東省以北、日本列島に8種が知られている。日本には6種が分布する。
- エゾホトケドジョウ
- ヒメドジョウ
- ホトケドジョウ
- ナガレホトケドジョウ
- トウカイナガレホトケドジョウ
- レイホクホトケドジョウ

### フクドジョウ属
フクドジョウ属（Barbatula）は、3対の計6本の口髭をもつ。体はやや縦扁する。腹部は白く、尾鰭後縁は浅く二叉する。ヨーロッパからアジア東北部の冷温帯に16種が知られている。日本には1種が分布する。
- フクドジョウ